# Norrån
De Norrån is een plaatselijke naam voor de Alån, een rivier in het oosten van Zweden, die door de gemeenten Boden en Luleå stroomt. De Norrån is ongeveer 10 kilometer, vormt voor 7 kilometer de grens tussen de beide gemeenten en verbindt het Västmarktsträsket met het Vändträsket.